# (38628) Huya 1
(38628) Huya 1 ist ein Mond des transneptunischen Objektes (38628) Huya, das bahndynamisch als Plutino eingestuft ist. Der Begleiter weist etwa die Hälfte des Durchmessers der Mutterplanetoiden auf. Aufgrund seiner Relativgröße kann er auch als Teil eines Doppelasteroidensystems verstanden werden.

## Entdeckung und Benennung
(38628) Huya 1 wurde am 6. Mai 2012 von einem Astronomenteam bestehend aus Keith Noll, Will Grundy, Hilke Schlichting, Ruth Murray-Clay und Susan Benecchi (–Kern) auf Aufnahmen von Huya mit dem Hubble-Weltraumteleskop entdeckt, die ebenfalls am 6. Mai 2012 erstellt wurden. Der Fund wurde durch nochmalige Untersuchungen von weiteren Hubble-Aufnahmen vom 30. Juni/1. Juli 2012 bestätigt. Die Entdeckung wurde am 12. Juli 2012 bekanntgegeben.

## Bahneigenschaften
(38628) Huya 1 umläuft das gemeinsame Baryzentrum auf einer elliptischen Umlaufbahn in einem mittleren Abstand von 1740 km zum Asteroiden (8,57 Huya- bzw. 16,34 Satellit-Radien und benötigt dafür 3 Tage 4 Stunden 48 Minuten. Die Bahnexzentrizität und -neigung sind derzeit noch unbekannt.

## Größe
Der Durchmesser von (38628) Huya 1 wird derzeit auf 213 km geschätzt, ausgehend von einem geschätzten Rückstrahlvermögen von 8,3 %, analog zum Mutterplanetoiden. Die Entdeckung des Mondes hatte Einfluss auf die Größenbestimmung des Mutterplanetoiden, welcher nach aktuellen Schätzungen eine Größe von 406 km besitzt. Damit dürfte (38628) Huya 1 52,5 % des Durchmessers von Huya aufweisen. Bisher fand noch keine Berechnung der Masse des Systems statt. Die scheinbare Helligkeit von (38628) Huya 1 beträgt 21,6 m.
| Jahr                                         | Abmessungen km | Quelle          |
| -------------------------------------------- | -------------- | --------------- |
| 2013                                         | 213,0 ± 30,0   | Fornasier u. a. |
| Die präziseste Bestimmung ist fett markiert. |                |                 |